# Eucrosia tubiflora
Eucrosia tubiflora là một loài thực vật có hoa trong họ Amaryllidaceae. Loài này được Meerow mô tả khoa học đầu tiên năm 1985.